# Annesorhizeae
Annesorhizeae és una tribu de plantes amb flors dins la família de les apiàcies.

## Gèneres
- Annesorhiza Cham. & Schltdl.
- Astydamia DC.
- Chamarea Eckl. & Zeyh.
- Ezosciadium B. L. Burtt
- Itasina Raf.
- Molopospermum W. D. J. Koch